# Kate Moss

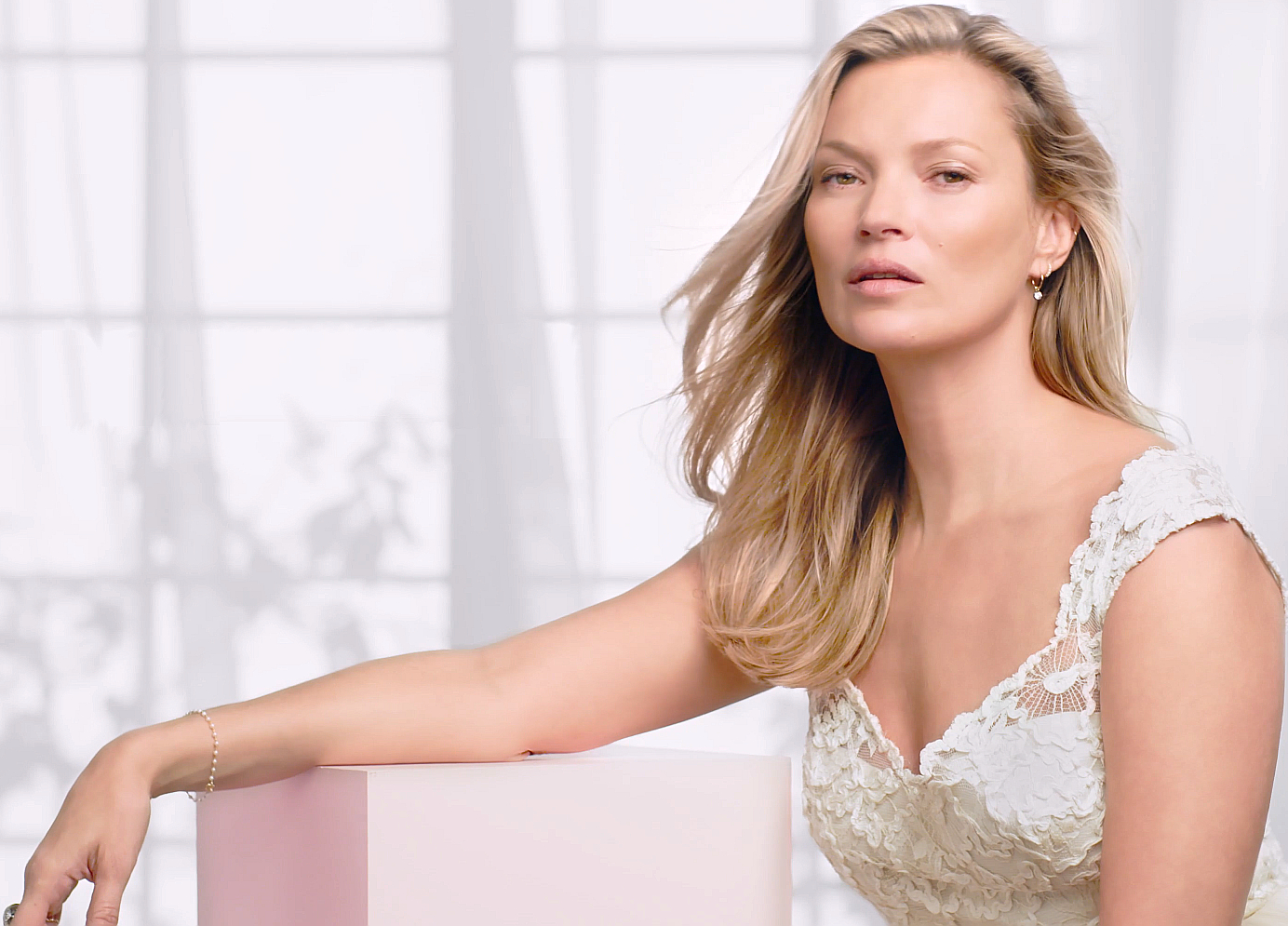
Kate Moss (2019)

Katherine „Kate“ Ann Moss (* 16. Januar 1974 in Croydon, London, England) ist ein britisches Model.

## Leben
Moss ist Tochter einer Boutiquebetreiberin und eines Angestellten einer Luftfahrtgesellschaft. Die Eltern ließen sich scheiden, als sie 13 war.
Moss hat einen jüngeren Bruder, eine Halbschwester und einen Halbbruder. Sie besuchte die Ridgeway Primary School und später die Riddlesdown High School. In Sport war sie sehr gut, in anderen Fächern erhielt sie überwiegend schlechte Noten.
1988 wurde die damals 14-Jährige von Sarah Doukas, der Gründerin der Agentur Storm Model Management, am JFK-Flughafen in New York City entdeckt. Noch im selben Jahr schloss Moss einen Werbevertrag mit dem Modelabel Calvin Klein und warb vor allem in Nordamerika in Printmedien und auf Plakaten für die Unterwäsche der Marke. 1994 verdiente sie bereits 2,2 Millionen US-Dollar. Sie galt in den 1990er Jahren als Proponentin des Heroin Chic.

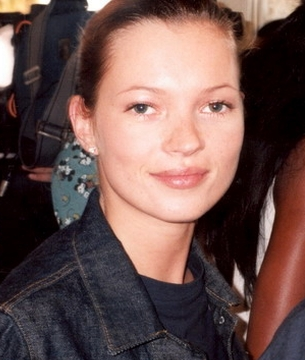
Kate Moss (2005)

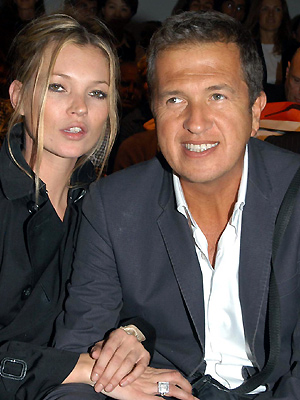
Kate Moss mit dem Fotografen Mario Testino (2007)

Negative Schlagzeilen löste im September 2005 ein Foto im Daily Mirror aus, das Kate Moss Kokain schnupfend zeigte. Infolgedessen kündigte der H&M-Konzern, der eine Antidrogenpolitik verfolgt, den Vertrag mit ihr; weitere Werbepartner, beispielsweise Burberry, folgten. Im November 2005 konnte Moss nach einem Aufenthalt in einer Entzugsklinik in den USA an ihre erfolgreichen Zeiten anknüpfen; nahezu alle Werbepartner nahmen sie wieder bei sich auf.
Mit dafür verantwortlich war auch der Pirelli-Kalender für 2006, der eine Fotografie von Moss enthielt, die noch vor dem Skandal entstanden war. Für Yves Saint Laurent präsentierte Moss das Parfüm Parisienne.
Laut der Forbes-Liste The World’s 15 Top-Earning Models des Jahres 2008 gehörte Kate Moss zu den bestbezahlten Models der Welt.
2009 wurde bekannt, dass sie mit Gisele Bündchen in der neuen Kampagne von Versace zu sehen sein wird. Seit 2017 ist Kate Moss das „Gesicht“ des Reserved-Konzerns. 2021 wurde bekannt, dass Moss das Werbegesicht der neuen Kampagne des Unterwäschelabels Skims von Kim Kardashian ist. Im Oktober 2024 lief Kate Moss das erste Mal für Victoria’s Secret in New York City.

### Privates
Von 1994 bis 1998 war Moss mit dem Schauspieler Johnny Depp liiert.
Moss sagte 24 Jahre nach der Trennung in einem Prozess zwischen Depp und seiner Ex-Frau Amber Heard im Mai 2022 vor Gericht aus, nachdem Heard behauptet hatte, dass Moss von Depp die Treppe hinunter gestoßen worden sei. Kate Moss wies die Anschuldigungen zurück.
Mit dem Verleger Jefferson Hack hat Moss eine Tochter, Lila Grace, die im September 2002 geboren wurde. 2005 verlobte sie sich mit Pete Doherty (* 1979), dem Sänger der Babyshambles, von dem sie sich im Sommer 2007 wieder trennte. Im Jahr 2011 heiratete sie Jamie Hince, den Gitarristen von The Kills. Die Ehe wurde 2016 geschieden.
Im Februar 2023 wurde bekannt, dass der Skandal um ein von Lucian Freud gemaltes Moss-Aktporträt verfilmt wird. Ellie Bamber soll Kate Moss in dem bevorstehenden Filmprojekt Kate & Freud darstellen.

## Trivia
- Moss war während ihrer Beziehung zu Pete Doherty musikalisch aktiv. So trat sie mit seiner Band Babyshambles auf und textete einige Lieder mit, die auf dem Album Shotter’s Nation (2007) veröffentlicht wurden.
- Moss tritt in einem Video zu dem Lied What Katie did (2004) der Libertines auf. Der Text wurde von Doherty geschrieben, soll sich aber nicht auf Moss, sondern auf Katie Lewis beziehen.[12]
- Moss inspirierte zahlreiche Musiker. So nannten u. a. die schottische Band Arab Strap (1996), der deutsche Musiker Maximilian Hecker (2003), die Sängerin Haiyti (2018) und die Band The Criticals (2019) einen Song nach ihr.
- Der belgische Sänger Stromae bezeichnet Moss in seinem Lied Tous les même (2013) als „ewig“.

## Auszeichnungen
- 2005: CFDA Fashion Influence Award
- 2006: Model of the Year (British Fashion Award)
- 2007: Sexiest Women (ShockWave NME Award)